# Jean-Baptiste Dubos
Jean-Baptiste Dubos  (Beauvais, 14 de dezembro de 1670 — Paris, 23 de março de 1742) foi um sacerdote, diplomata, historiador e filósofo francês.

## Vida
Dubos nasceu em Beauvais. Depois de estudar teologia, ele desistiu em favor do direito público e da política. Ele foi contratado por M. de Torcy, ministro das Relações Exteriores, e pelo regente e cardeal Dubois em várias missões secretas, nas quais se absolveu com grande sucesso. Ele foi recompensado com uma pensão e outras vantagens. Após obtê-las, retirou-se da vida política e se dedicou à história e à literatura. Ganhou tanta distinção como autor que, em 1720, foi eleito membro da Académie Française, da qual, em 1723, foi nomeado secretário perpétuo em sucessão a André Dacier. Ele morreu em Paris, repetindo a observação: "A morte é uma lei, não um castigo".

## Trabalhos
O primeiro trabalho de Dubos foi L'Histoire des quatre Gordiens prouvée et illustrée par des médailles (Paris, 1695), que, apesar de sua ingenuidade, não conseguiu convencer a maioria das pessoas. No início da guerra de 1701, ele foi acusado de diferentes negociações (na Holanda e na Inglaterra). Na tentativa de convencer esses países a adotar uma política de paz, ele publicou uma obra intitulada Les Intéréts of the Angleterre mal entendus dans la guerre présente (Amsterdã, 1703). Este trabalho continha divulgações indiscretas e previsões que não foram cumpridas. O inimigo se aproveitou da obra e houve uma menção de observar que o título deveria ser lido assim: Les Intérêts of the Angleterre mal entendus parababé Dubos. É notável o fato de conter uma profecia distinta da revolta das colônias americanas da Grã-Bretanha.
O próximo trabalho de Dubos foi L'Histoire da Ligue de Cambray (Paris, 1709, 1728 e 1785, 2 vols.), Uma história completa, clara e interessante, recomendada por Voltaire. Em 1734, ele publicou sua Histoire criticism of the monarchie française dans les Gaules (3 vols. 4to) - uma obra cujo objetivo era provar que os francos haviam entrado na Gália, não como conquistadores, mas a pedido da nação que, segundo ele, os havia chamado para governá-lo. Esse sistema, embora se desenvolvesse com um grau de habilidade e habilidade que, a princípio, conquistou muitos partidários zelosos, foi atacado por Montesquieu no final do trigésimo livro do Esprit des lois.
O último foi Reflexões críticas à poesia e à pintura, publicado pela primeira vez em 1719 (2 volumes, mas frequentemente reimpressas em três volumes), e constitue um dos trabalhos em que a teoria das artes é explicada com a máxima sagacidade e discriminação. Como sua história da Liga de Cambray, foi muito elogiada por Voltaire. O trabalho foi tornado mais notável pelo fato de seu autor não ter conhecimento prático de nenhuma das artes cujos princípios ele discutia. Além das obras acima enumeradas, um manifesto de Maximiliano II Emanuel, eleitor da Baviera, contra o imperador Leopoldo (relativo à sucessão na Espanha) foi atribuído a Dubos pela excelência do estilo.

## Trechos
"Uma das maiores necessidades do homem é ter a mente incessantemente ocupada. O peso que rapidamente acompanha a inatividade da mente é uma situação tão desagradável para o homem, que ele costuma optar por se expor aos mais dolorosos. excessos, em vez de ser incomodado com isso. " Reflexões Críticas, I. I